# Toyota bZ3X
Toyota bZ3X — електричний кросовер, вироблений компанією Toyota через її спільне підприємство GAC Toyota у Китаї. Будучи частиною серії bZ, він надійшов у продаж у березні 2025 року за ціною від 13 000$.

## Огляд

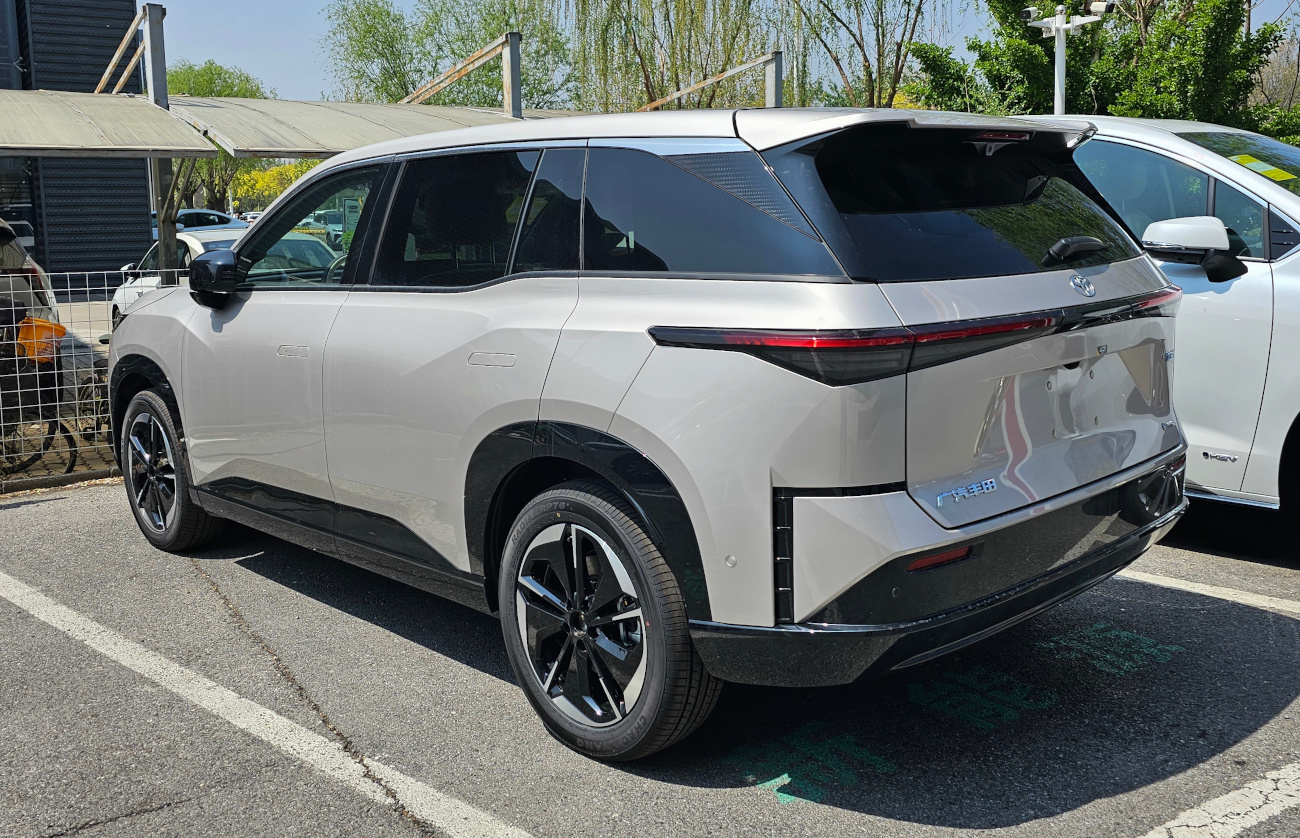

Дизайн bZ3X був представлений на bZ FlexSpace Concept у квітні 2023 року.  Майже серійна версія була представлена на Пекінському автосалоні у квітні 2024 року разом із bZ3C.  bZ3X був спільно розроблений Toyota, GAC Group і GAC Toyota.
bZ3X став доступним для попереднього бронювання в Китаї на початку грудня 2024 року. Він доступний у трьох комплектаціях: 430 Air+, 520 Pro+ та 620 Max. Його постачання розпочалося у березні 2025 року.
Автомобіль оснащений вдосконаленою системою допомоги водієві (ADAS), розробленою Momenta, яка продається під назвою Momenta 5.0. Система працює на базі чіпа Nvidia Drive AGX Orin X з 254 TOPS (тераоперацій за секунду) та використовує 27 датчиків, включаючи 11 камер високої чіткості, 12 ультразвукових радарів, 3 радари міліметрового діапазону та лідар. Підтримується понад 25 функцій ADAS, включаючи дистанційне паркування. В інтер'єрі bZ3X був оснащений 8,8-дюймовою РК-панеллю приладів, 14,6-дюймовим центральним екраном керування інформаційно-розважальною системою на базі чіпа Qualcomm Snapdragon 8155 та аудіосистемою Yamaha з 11 динаміками.
Toyota стверджує, що bZ3X має позиціонування A-класу (C-сегменту), розмір B-класу (D-сегменту) та задній простір салону C-класу (E-сегменту). За заявою, автомобіль має найбільший задній простір у своєму класі — 984 мм та висоту салону 1215 мм. Він також оснащений панорамним скляним дахом площею 1,14 м2 з електричними сонцезахисними шторками.

## Модифікації
- 1× TZ175XSAY501 (YEGM10L) 204 к.с. акумулятор ємністю 50.03 кВт LFP запас ходу до 430 км по циклу CLTC
- 1× TZ175XSAY501 (YEGM10L) 204 к.с. акумулятор ємністю 58 кВт LFP
- 1× TZ175XSAY501 (YEGM10L) 204 к.с. акумулятор ємністю 67.9 кВт LFP запас ходу до 620 км по циклу CLTC

## Технічні характеристики
Toyota bZ3X базується на електродвигуні TZ175XSAY501 (YEGM10L) потужністю 204—218 к.с..